# Delio Rodríguez
Delio Rodríguez Barros (* 19. April 1916 in Ponteareas; † 14. Januar 1994 in Vigo) war ein spanischer Radrennfahrer.
Delio Rodríguez stammte aus einer sehr radsportbegeisterten galicischen Familie. Sein jüngerer Bruder Emilio war fast ebenso erfolgreich. Während seinem Bruder besonders die Berge lagen, war Delio ein exzellenter Sprinter, der aber auch über genügend Steherqualitäten verfügte, um zahlreiche kleinere Rundfahrten und als Krönung seiner Karriere 1945 die Vuelta zu gewinnen. Mehrere weitere Plätze unter den ersten Zehn in der Gesamtwertung runden seine Vuelta-Bilanz ab. Insgesamt gewann er 39 Etappen bei der Vuelta. Er hält damit bis heute den Rekord. Die Zahl seiner Etappensiege wäre wohl noch wesentlich höher gewesen, wenn die Vuelta nicht 1943 und 1944 wegen des Zweiten Weltkrieges ausgefallen wäre. Mit über 30 Minuten Abstand zum zweitplatzierten Julián Berrendero stellte Delio Rodríguez bei seinem Vuelta-Sieg 1945 noch einen weiteren bis heute gültigen Rekord auf. Allerdings ist dieser enorme Vorsprung ausschließlich einem erfolgreichen Ausreißversuch auf der 2. Etappe zu verdanken. 1942 siegte er in der Vuelta a Cantabria, 1940 wurde er Dritter der Rundfahrt. 1940, 1941 und 1944 gewann er den GP Viscaya.
Seine lange Karriere dauerte von 1934 bis 1950 und führte ihn nur selten über die Grenzen seines Heimatlandes hinaus.